# Museum der Nationalen Befreiung Maribor
Das Museum der Nationalen Befreiung Maribor (slowenisch: Muzej narodne osvoboditve Maribor) ist ein historisches Museum in der slowenischen Stadtgemeinde Maribor. Es befasst sich mit der neueren Geschichte Nordost-Sloweniens. Das Museum befindet sich in der Villa Scherbaum im Zentrum der Stadt (Ulica heroja Tomšiča, Ecke Mladinska ulica).

## Geschichte
Die Anfänge des Museums reichen bis ins Jahr 1947 zurück, als im Regionalmuseum Maribor eine Sammlung zum nationalen Befreiungskampf Sloweniens eröffnet wurde. 1958 wurde die ehemalige Stadtvilla des Mariborer Geschäftsmann Gustav Scherbaum, erbaut in den 1890er Jahren, Sitz des Museums.

## Sammlungen
Die Dauerausstellungen befassen sich mit der neueren Geschichte Nordost-Sloweniens: 
- der Zeit zwischen den Kriegen (Maribor gehört uns!): Eingliederung der Untersteiermark in das Königreich der Serben, Kroaten und Slowenen.[3]
- dem Zweiten Weltkrieg (Sssh! Maribor 1941–1945): CdZ-Gebiet Untersteiermark.[4]
- bis zum Wirtschafts- und Industrieerbe (Ein Denkmal der Mariborer Industrie – Industrielles Maribor im 20. Jahrhundert).[5]